# South Point (Ohio)
South Point – wieś w Stanach Zjednoczonych, w stanie Ohio, w hrabstwie Lawrence.